# Museum of the Big Bend
Pour les articles homonymes, voir Big Bend.
Le Museum of the Big Bend est un musée d'histoire locale à Alpine, dans le comté de Brewster, dans l'État américain du Texas. Il est géré par l'université d'État Sul Ross.